# Ridgley Highway
Der Ridgley Highway ist eine Fernstraße im Nordwesten des australischen Bundesstaates Tasmanien. Er verbindet den Murchison Highway (A10) südlich der Hellyer Gorge mit der Stadt Burnie an der Nordküste.

## Verlauf
Die Straße beginnt an der Kreuzung mit dem Murchison Highway als Verlängerung der Mount Road (B23) in Richtung Nordosten. Sie verläuft im Wesentlichen parallel zum Murchison Highway, jedoch 10–15 km weiter östlich. Sie verläuft durch Buschland zur Siedlung Hampshire und überquert dabei den Hellyer River. Über Highclere führt sie im Tal des Guide River und am Westufer des Pet Reservoir entlang nach Ridgley.
Schließlich verbindet die Straße Ridgley mit der Stadt Burnie am Bass Highway (N1).